# Magic Circle Music
Pour les articles homonymes, voir MCM et MCE.
Magic Circle Music, aussi abrégé MCM, également appelé Magic Circle Entertainment (MCE), est un label indépendant américain de heavy metal, actif entre 1999 et les années 2010.

## Histoire
Magic Circle Music est fondé en 1999 par Joey DeMaio, bassiste et leader du groupe Manowar. Le nom du label s'inspire du drame musical L'Anneau du Nibelung de Richard Wagner, auquel Joey DeMaio voue une grande admiration. Le label a principalement sous contrat des groupes qui jouent du power metal classique et metal progressif. Il distribue également le propre groupe de Joey DeMaio, Manowar, ainsi que d'autres groupes de true ou de heavy metal. La distribution en Europe est d'abord assurée par le label allemand SPV, avant d'être assurée dès 2009 par Alive.
Après avoir connu ses premiers grands succès, Manowar a dû se maintenir sur le marché. Pendant cette période, le groupe voit également de nombreux autres groupes disparaître du marché en raison de la commercialisation croissante et se perdre. C'est pourquoi le bassiste Joey DeMaio crée son propre label discographique pour intercepter ces groupes et les maintenir sur le marché. Il a d'abord commercialisé son propre groupe Manowar, puis d'autres groupes et artistes, comme Luca Turilli ou Rhapsody of Fire, le rejoignent.
En 2007, le Magic Circle Festival démarre pour la première fois à Bad Arolsen, en Allemagne. Ce festival est créé par Magic Circle Music et organisé chaque année. Outre la tête d'affiche Manowar, le festival accueille généralement d'autres groupes et artistes sous contrat avec Magic Circle Music. En juin 2008, le label est impliqué dans une bataille juridique « intense » avec Rhapsody of Fire.
En 2010, le label annonce la sortie d'un album-hommage à Ronnie James Dio, intitulé Magic - A Tribute to Ronnie James Dio dans lequel les groupes du label reprennent les classiques du groupe. Le label organise le concert Battle Hymns 2011 associé au fabricant D.A.S. Audio.

## Groupes et artistes
Les groupes et artistes anciennement signés au label comprennent notamment (en 2006) : Bludgeon, David Shankle Group, Feinstein, Jack Starr's Burning Starr, Joe Stump, HolyHell, Luca Turilli, Majesty, Manowar, Metalforce, et Rhapsody of Fire.